# Microlia silacea
Microlia silacea är en skalbaggsart som först beskrevs av Wilhelm Ferdinand Erichson 1839.  Microlia silacea ingår i släktet Microlia och familjen kortvingar. Inga underarter finns listade i Catalogue of Life.